# Mississauga-Ouest
Pour les articles homonymes, voir Mississauga (homonymie).
Mississauga-Ouest fut une circonscription électorale fédérale de l'Ontario, représentée de 1988 à 2004.
La circonscription de Mississauga-Ouest a été créée en 1987 d'une partie de Mississauga-Nord. Abolie en 2003, elle fut redistribuée parmi Mississauga-Sud, Mississauga—Erindale et Mississauga—Streetsville.

## Géographie
En 1987, la circonscription de Mississauga-Centre comprenait:
- Une partie de la ville de Mississauga, délimité au nord par la rue Dundas West, par la Credit River à l'ouest, par la Queen Elizabeth Way au nord et par la rue Hurontario

## Députés
1. 1988-1993 — Bob Horner, PC
2. 1993-1997 — Carolyn Parrish, PLC
3. 1997-2004 — Steve Mahoney, PLC

- PC = Parti progressiste-conservateur
- PLC = Parti libéral du Canada